# Allee
Az Allee 2009-ben nyílt bevásárlóközpont Budapest XI. kerületében, az Október 23. utca 8-10. szám alatt.

## Építése és megnyitása
Az Allee a Skála Budapest Nagyáruház és annak felszíni autóparkolója helyén nyílt meg 2009. november 11-én, 11 óra 11 perckor. Beruházója az ING Magyarország Ingatlanfejlesztő Kft. volt. A komplexum a 46 ezer négyzetméteres bevásárlóközpont mellett 6100 négyzetméter „A” kategóriás irodaterületet és egy 89 lakásból álló lakóparkot, a Simplon Udvart is magában foglalja. A komplexum teljes értéke 200 millió euró.
A beruházás a Skála lebontásával vette kezdetét, 2007-ben. 2010 elején a komplexum tulajdonjogának 50%-át az Allianz-csoport vásárolta meg, 100 millió euróért.

## Üzletek
A megnyitás idejére a bevásárlóközpontban lévő kb. 140 üzlet mindegyikét sikerült bérbe adni. Az üzletek között több olyan divatmárka boltja is megtalálható, amelyek Magyarországon eddig nem voltak jelen. Az éttermek, kávézók mellett van a komplexumban egy 13 termes mozi, továbbá fitneszterem, valamint több közüzemi szolgáltató cég ügyfélszolgálati irodája.

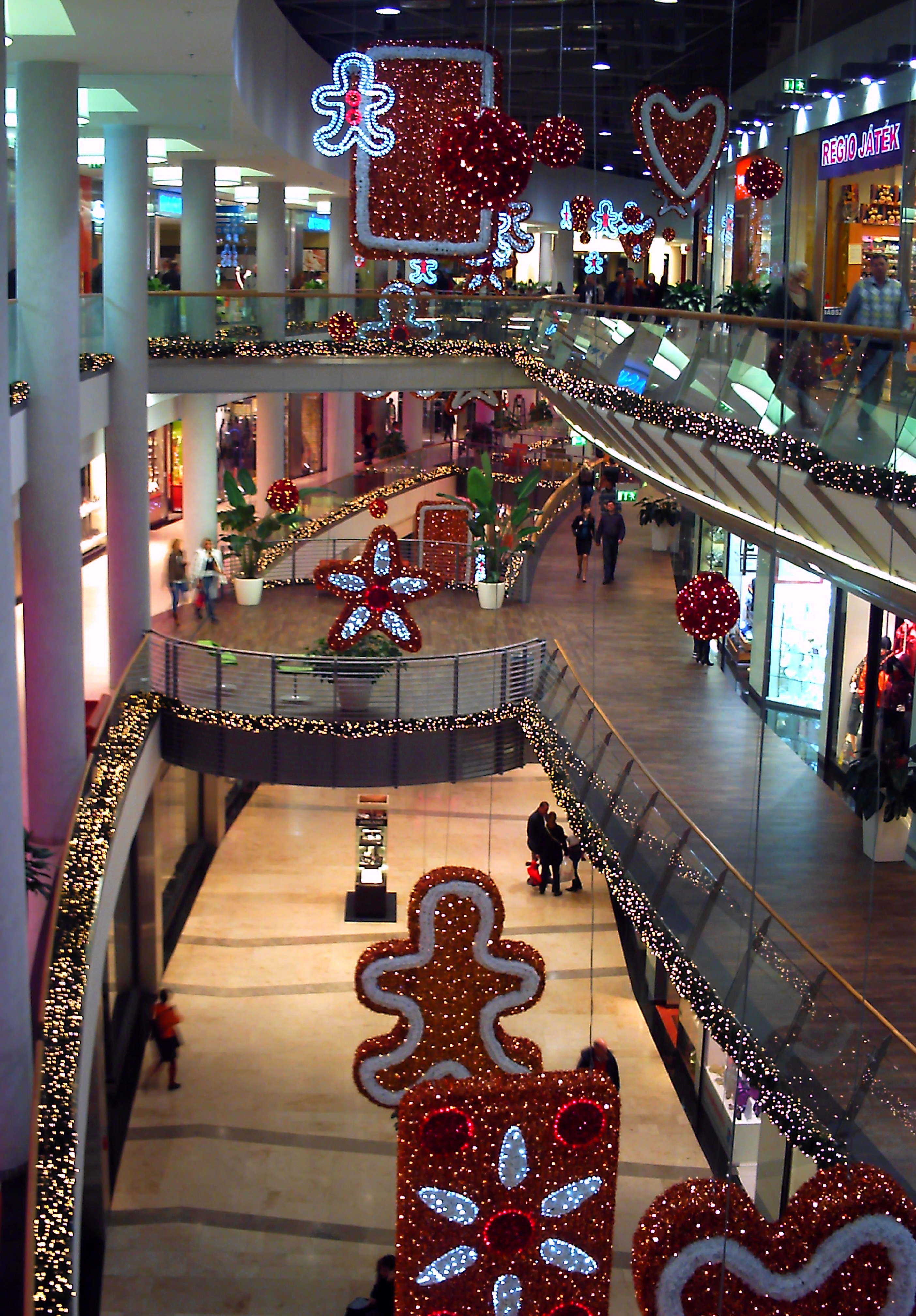
Karácsonyi fények
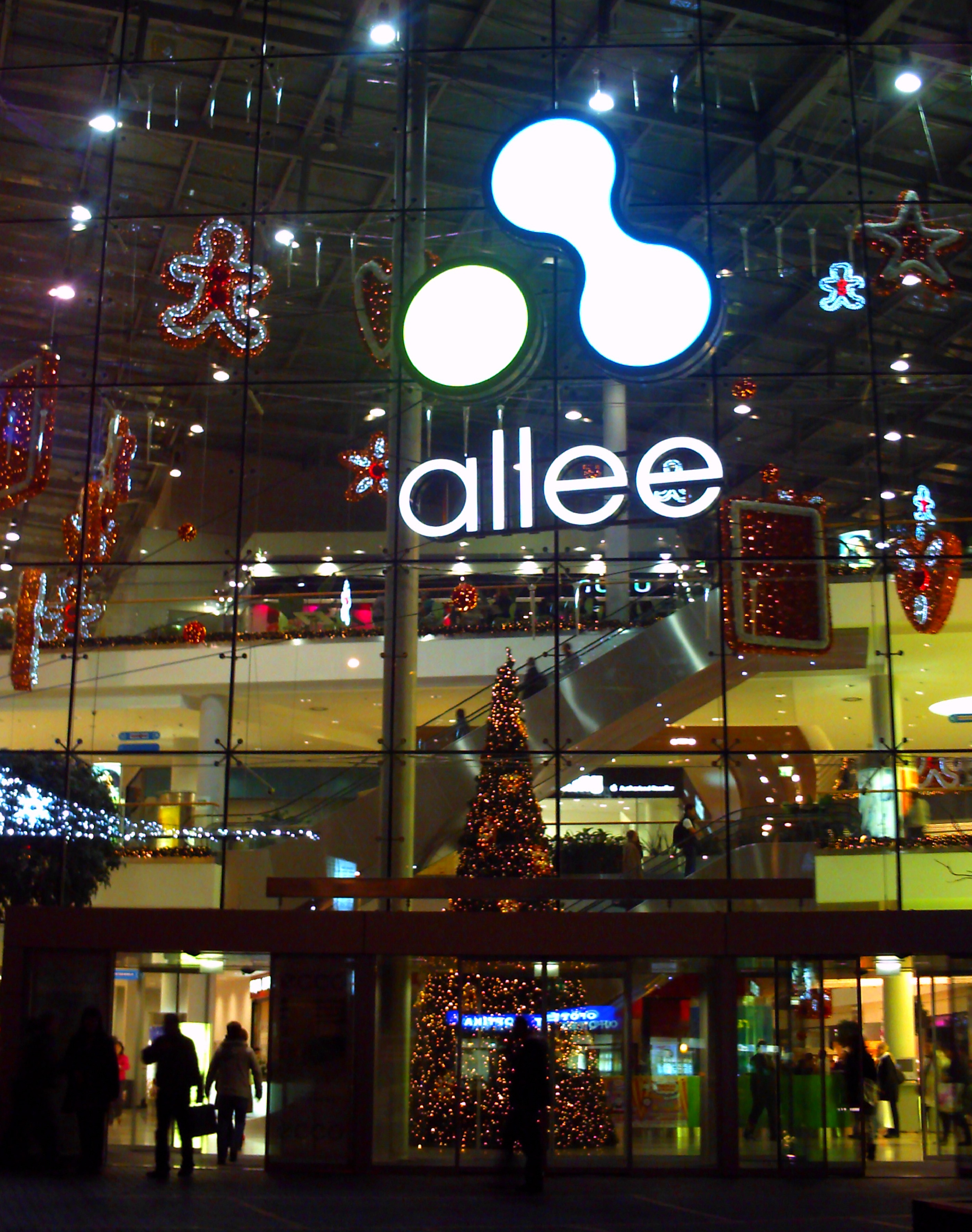
Karácsonyi fények

## Az Allee környezete
Az irodaszárny és a Simplon Udvar mellett a környékbeli utcákra is kiterjedt az átalakítás. A közvetlenül az épület mellett húzódó Kőrössy J. utca sétálóutcává alakult kis parkkal, játszótérrel. A Fehérvári úti vásárcsarnok és a szakorvosi rendelő között rámpa épült az áruszállítás számára. Az épület északi oldalával szemben a Váli, a keletin a Bercsényi utca házainak homlokzatát felújították, és az utóbbi utca alatt alagút létesült, mely az Allee mélygarázsába vezet, így a felszínen csillapított forgalmú terület és nagyobb gyalogos zóna jöhetett létre. Mindezen átalakítások az Allee építésével együtt mintegy 3000 hektárnyi területet érintettek.

### Közlekedés
Az Allee-hoz autón érkezők az 1200 férőhelyes mélygarázst vehetik igénybe. Tömegközlekedéssel az M4-es metró a Móricz Zsigmond körtér és az Újbuda-központ állomásától érhető el a komplexum. A nagykörúti villamosjáratokkal közvetlenül megközelíthető a bevásárlóközpont, a 4-es végállomása az épület déli, míg a 6-osé az északi végétől párperces sétányira található. A Fehérvári úti villamosjáratok (17, 41, 47, 48, 56) mindegyike, ezen felül a Móricz Zsigmond körtérnél a 19-es, a 49-es, az 56A és a 61-es villamosokkal is elérhető az Allee. A két metróállomás környezetében számos autóbuszjárat közlekedik, azonban az épülethez legközelebb az Újbuda-központot érintő viszonylatok (53, 58, 150, 153, 154, 212, 212A, 212B) állnak meg. A Móricz Zsigmond körtérnél más járatokkal is (7, 27, 33, 33A, 58, 114, 213, 214, 240) biztosított a kapcsolata, azonban ezeknek a megállói jóval távolabb esnek az épület északi végétől.

## Szén-monoxid-mérgezés
A nyitás után pár nappal, 2009. november 15-én és 16-án tömeges CO-mérgezés történt az Allee alagsorában, a −2. szinten lévő élelmiszerüzletben. 17-en lettek rosszul, egy kisgyerek kivételével mindannyian az üzlet dolgozói. A CO valószínűleg a mélygarázs felől áramlott be az üzletbe, amelytől a garázst csupán egy zsilipajtó választja el, és az épület szellőztetőrendszere nem megfelelően működött. A mérgezés miatt az Allee-t kiürítették, ami aznap nagy torlódásokat okozott a környéken. A következő nap további 5 ember lett rosszul, de az illetékesek szerint a két esetnek nem volt köze egymáshoz. Ennek ellenére foglalkozás körében elkövetett gondatlan veszélyeztetés gyanúja miatt a rendőrség eljárást indított. 5 nappal később, november 21-én bombariadó miatt ürítették ki az épületet.